# Órgano de perfumería

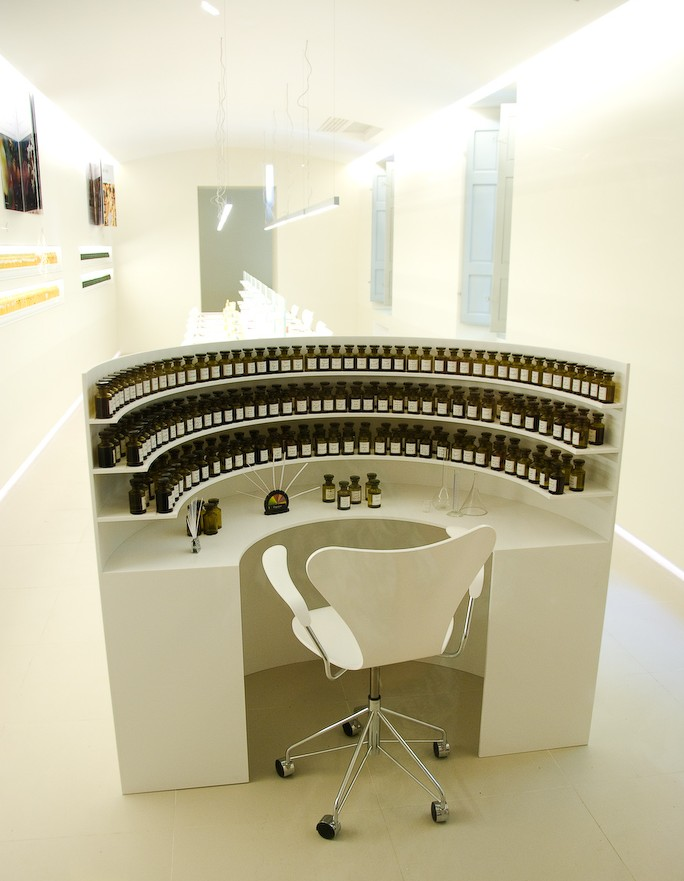
Órgano de perfumes, donde los creadores de perfume juegan con cientos de esencias.

El órgano de perfumería es un mueble de uso profesional, imaginado en 1884 por el escritor francés Joris-Karl Huysmans para la novela À rebours, posteriormente construido por ebanistas para uso de perfumistas y químicos, que proporciona los frascos de materias primas, esencias, sintéticas y naturales, dispuestos en semicírculo, para la creación de perfumes.
Algunas grandes empresas de perfumería sustituyen el órgano de perfume por laboratorios de prueba, talleres olfativos que albergan miles de ingredientes y esencias.